# Christoph von Bassewitz

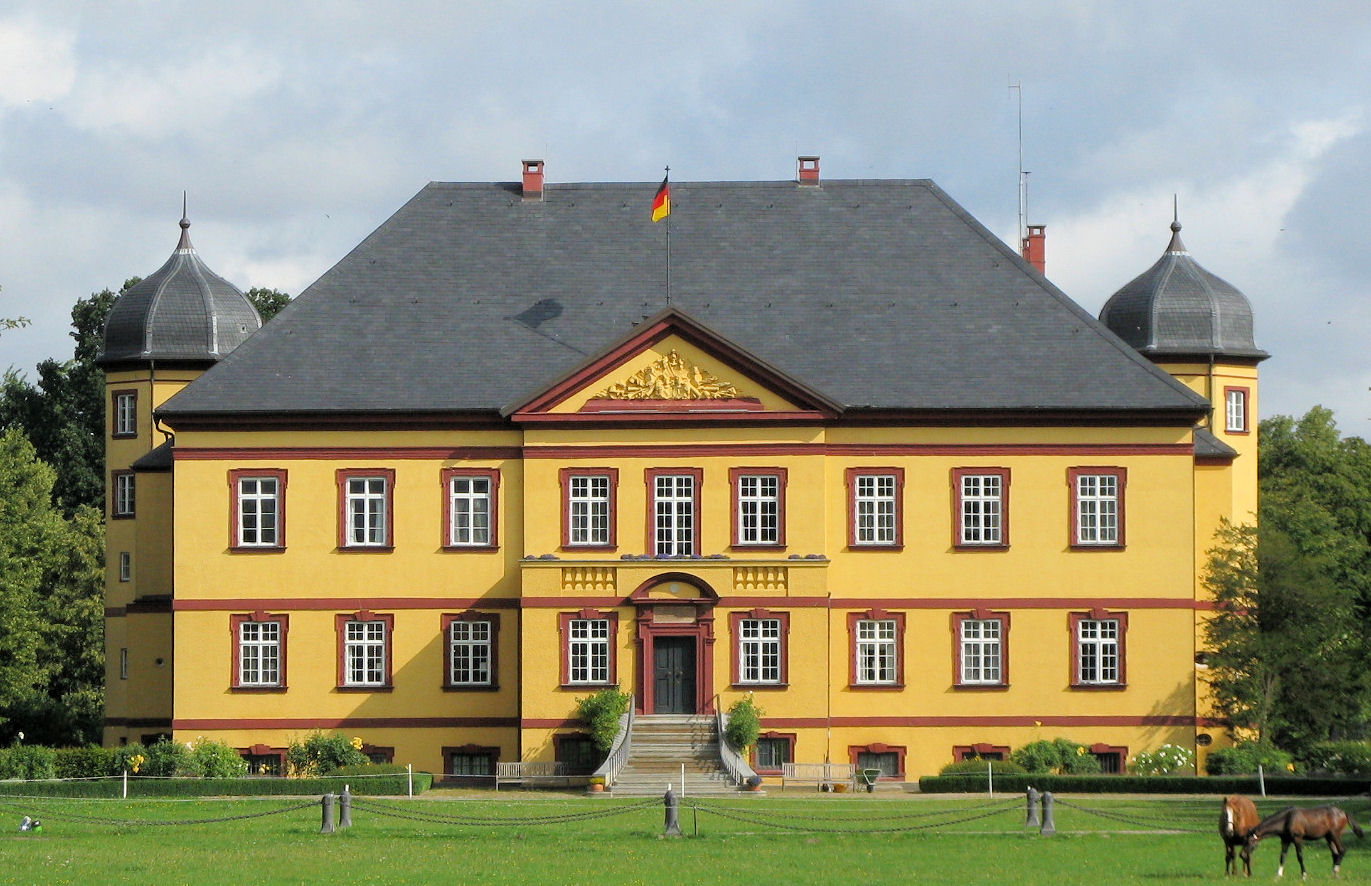
Herrenhaus Hohen Luckow

Christoph von Bassewitz (* 1670 in Mecklenburg; † 1745 ebenda) war Fürstlich Bayreuthischer Geheimer Rat, Generalmajor und Erbauer des Herrenhauses von Hohen Luckow.

## Lebenslauf
Christoph von Bassewitz war der zweite Sohn von Abraham von Bassewitz (1625–1675) und dessen Frau Dorothea, geborene von der Kettenburg.
Er begann um 1695 eine militärische Laufbahn als bayreuthischer Offizier. 1702 diente er als Obristwachtmeister im Kürassierregiment. Am 23. April 1706 wurde ihm der brandenburg-bayreuthische Ordre de la Sincérité verliehen. 1712 wurde er Oberhofmarschall, und 1722 Generalmajor. Er war zudem Fürstlich Bayreuthischer Geheimer Rat und Oberstallmeister. 1727 nahm er seinen Abschied und kehrte nach Mecklenburg zurück.
Christoph von Bassewitz heiratete am 4. August 1704 in Erlangen seine erste Frau Magdalena Sophie von Stockhausen (* 6. Juli 1685 auf Immenhausen; † 31. August 1724 in Bayreuth). Sie war die Tochter des Hans Franz von Stockhausen auf Immenhausen und der Agnesia Lucia, geborene von Steinberg aus dem Hause Wispenstein. Sie hatten vier Söhne, die alle früh starben, und sechs Töchter. In zweiter Ehe heiratete Bassewitz Sophie von Bibow. Sie hatten einen Sohn, der ebenfalls jung starb, und drei Töchter.
1700 erbten Christoph von Bassewitz und sein Bruder Hellmuth Otto von Bassewitz die Güter Hohen Luckow und Pohrsdorf. Sein Bruder ließ sich mit Geld abfinden. Zwischen 1707 und 1714 ließ Christoph von Bassewitz das Herrenhaus in Hohen Luckow erbauen. Dieses Gut musste er in einem von 1733 bis 1735 dauernden Prozess gegen Ansprüche weitläufiger Verwandter behaupten. Nach seinem Tod erbte sein Vetter dritten Grades Detlof Hans von Bassewitz das Gut Hohen Luckow und übernahm die Bezahlung der auf dem Gut lastenden Schulden sowie die Auszahlung an die Verwandten. Der große Saal auf Hohen Luckow ist noch heute mit den farbigen Wappen der 32er Ahnenreihe (Urururgroßeltern) von Christoph von Bassewitz geschmückt. An zentraler Stelle hing hier früher ein heute verschollenes Gemälde von ihm, an dessen Stelle sich heute ein Spiegel befindet.